# Sun Pharmaceutical
Sun Pharmaceutical ou Sun Pharmaceutical Industries Ltd. é uma companhia farmacêutica internacional com sede em Mumbai, Índia, fundada em 1983. Produz diversos produtos farmacêuticos distribuídos nos Estados Unidos, Europa, Ásia e outras regiões do mundo.
Seus produtos são de diversas áreas terapêuticas, incluindo a psiquiatria, neurologia, cardiologia, gastroenterologia, sistema respiratório e ortopedia.